# 34166 Neildeshmukh
34166 Neildeshmukh è un asteroide della fascia principale. Scoperto nel 2000, presenta un'orbita caratterizzata da un semiasse maggiore pari a 2,3141779 au e da un'eccentricità di 0,1066338, inclinata di 6,35929° rispetto all'eclittica.